# スパルタスロン
スパルタスロン（英: Spartathlon）は、ギリシャのアテネからスパルティ（スパルタ）まで246kmを走るウルトラマラソン大会。毎年9月下旬頃に開催。主催は国際スパルタスロン協会。

## 概要
アテネのアクロポリス前を午前7時に出発し、ゴールであるスパルティ（スパルタ）のレオニダス像前までの246kmを、翌日午後7時までに、即ち制限時間36時間以内に走破する。
ランナーは日中の酷暑、夜の寒さに加え、山岳地帯のトレイルランニングにも対応しなければならない。標高は海抜0mから1200mまであり、舗装路だけでなく足場の不安定な道も走らなくてはならない。コースには75のチェックポイントがあり、それぞれ閉鎖時刻に遅れた場合は失格となる。
山岳地帯を含む246kmのレースにおいて36時間の制限時間は気象条件によっては非常に厳しく、例えば暑さに見舞われた2012年は完走率が23.3%であった。

## 起源
スパルタスロンは、紀元前490年のマラトンの戦いに由来する。歴史家ヘロドトスが記した『歴史』によると、アテナイの将軍がペルシア人の助けを求めるためフィリッピデスをスパルタへ送り、翌日に到着したと伝えている。
1982年、イギリス空軍中佐で長距離ランナーでもあったジョン・フォーデンは、実際にアテネからスパルタまで1日と半日で完走できるかどうか、他の4名の同僚と共に試した。その結果3名が完走。ジョン・フォーデンは37時間37分、ジョン・ショルテンスは34時間30分、ジョン・マッカーシーは39時間0分であった。
翌1983年、イギリス・ギリシャ商工会議所に拠点を置く英国人・ギリシャ人や他国籍の支持者が最初のオープン国際スパルタスロンを企画し、第1回大会を開催した。第1回大会では、12ヶ国から男子44名、女子1名が参加した。

## 大会記録
|      | 氏名                     | タイム         | 所属           | 開催年 | 年齢 |
| ---- | ------------------------ | -------------- | -------------- | ------ | ---- |
| 男子 | フォティス・ジシモプロス | 19時間55分09秒 | ギリシャ       | 2023年 | 41歳 |
| 女子 | カミーユ・ヘロン         | 22時間35分31秒 | アメリカ合衆国 | 2023年 | 41歳 |

## 日本人優勝者

### 男子
- 大滝雅之 - 2000年
- 關家良一 - 2002年、2009年
- 石川佳彦 - 2018年[6]

### 女子
- 能登貴美枝（英語版） - 1995年、2004年、2005年
- 沖山裕子 - 2000年
- 坂本明子 - 2003年、2007年
- 稲垣寿美恵（英語版） - 2006年、2009年